# Relations entre la Slovénie et l'Union européenne
Les relations entre la Slovénie et l'Union européenne sont des relations verticales impliquant l'organisation supranationale et un de ses États membres. L'Union européenne reste la priorité de la diplomatie slovène.

## Historique

### Relations avant l'adhésion
Préalablement à l'adhésion, la Slovénie avait un niveau de développement politique et économique avancé par rapport aux autres pays des Balkans. De fait, son produit intérieur brut par habitant avoisinait les 70 % de la moyenne communautaire, cela s'expliquant par l'histoire du pays : elle fut la principale région maritime de l'empire d'Autriche-Hongrie et a ensuite toujours été la région la plus riche de Yougoslavie. Des efforts importants ont été enregistrés dans différents domaines (environnement, agriculture, énergie, etc.), mais de gros progrès restaient nécessaires lors de l'officialisation de la demande d'adhésion en 1996, à commencer par la réforme de l'administration publique et l'accélération des privatisations.

### Phase d'adhésion
La Slovénie a rejoint le premier groupe des pays adhérents et clôturé les négociations lors du Conseil européen de Copenhague, les 13 et 14 décembre 2002. Elle a signé le traité d'adhésion le 16 avril 2003 à Athènes et l'a ratifié massivement (plus de 89 % de oui) lors du référendum du 23 mars 2003. Son adhésion est devenue effective le 1er mai 2004,.

## Sources

## Compléments